# Sepedophilus nigripennis
Sepedophilus nigripennis är en skalbaggsart som först beskrevs av Stephens 1832.  Sepedophilus nigripennis ingår i släktet Sepedophilus, och familjen kortvingar. Arten är reproducerande i Sverige.